# Нахиломір
Нахиломір — прилад для виміру нахилів поверхні Землі, які викликані регулярними припливами твердої оболонки та місцевими тектонічними рухами. Мінімальні нахили, які можливо виміряти, складають десятитисячні долі секундної дуги.